# Elytrimitatrix hoegei
Elytrimitatrix hoegei là một loài bọ cánh cứng trong họ Cerambycidae.